# Prosopocera lemoulti
Prosopocera lemoulti är en skalbaggsart som beskrevs av Stefan von Breuning 1936. Prosopocera lemoulti ingår i släktet Prosopocera och familjen långhorningar.
Artens utbredningsområde är Gabon. Inga underarter finns listade i Catalogue of Life.